# Escuela granadina de pintura
Con la escuela granadina de pintura se hace referencia al estilo que inicia Alonso Cano en la época barroca.
Durante el siglo XVI sería casi más exacto hablar de la pintura en Granada. En la primera mitad del siglo, aparte la gran figura de Pedro Machuca, sobresale la de un miniaturista, Juan Ramírez. Pintor de retablos también, se le ha atribuido por Gómez Moreno las tablas de la ermita de los Mártires en el Museo granadino. Pero la gran obra renacentista que marca, según Angulo, la nueva época del triunfo del rafaelismo, es el retablo de Santa Ana (1531) en la Capilla de Pulgar. También con Machuca trabajó en el retablo de la Santa Cruz de la Capilla Real Jacobo Florentino (Jacopo Torni). De más resonancia e influencia fueron las pinturas hechas de 1532 a 1546 en el Peinador de la reina de la Alhambra por los italianos Julio de Aquiles y Alejandro Mayner; obra decorativa, al fresco, con escenas de la conquista de Túnez y abundante y fina ornamentación de grotescos.
Tras de ese momento renacentista los nombres a recordar en la segunda mitad del siglo son secundarios; Juan de Palenque y después Juan de Aragón, típico manierista, cuya actividad enlaza con la de Pedro de Raxis, que marca el paso al siglo XVII. En el primer cuarto de este siglo destaca, junto con éste, el toledano Juan Sánchez Cotán, monje en la cartuja de Granada. Otros nombres del momento son los del caballero Pedro de la Calle y el del arquitecto y pintor Blas de Ledesma, famoso por sus fruteros y floreros, a quien erróneamente identificó Stirling-Maxwell con el toledano Blas de Prado. De una generación siguiente hay que recordar a Juan Leandro de la Fuente, que firma en 1638 y 1639 una Pentecostés, y un San Félix Cantalicio, en el Ayuntamiento y en los Capuchinos, obras de fuerte vigor plástico y sólida factura. Los demás pintores que siguen dan una impresión más pobre e inexpresiva. Descuella, no por su calidad sino por su magisterio, Miguel Jerónimo de Cieza (1611-85), con quien se inician Esteban de Rueda, Felipe Gómez de Valencia, Ambrosio Martínez de Bustos -también poeta y popular por sus Inmaculadas-, sus propios hijos, Vicente y José de Cieza, y Pedro Atanasio Bocanegra.
Vuelto Alonso Cano a Granada, en 1652, atrajo hacia sí a todos los artistas; a los que comenzaban y a los ya maduros. Casi se podría decir que los rasgos que caracterizan a la escuela son los rasgos de su estilo. Se impone así, en todos, la búsqueda de lo ideal y elegante en los tipos, la huida de lo realista y de la escena de género, prestando poca atención al retrato y casi ninguna al bodegón. Abundan también en todos las ricas entonaciones de color, con concretas preferencias de paleta, como el empleo del asfalto, y asimismo el gusto por la pintura flamenca, que habría impulsado Pedro de Moya, de quien se dice que viajó a Flandes e Inglaterra. Los tipos de Cano se repiten por todos, aunque los maticen y desarrollen otros rasgos apuntados en su arte. Así hacen Bocanegra, Juan de Sevilla o, en Málaga, Juan Niño de Guevara. El citado Gómez de Valencia (1637-79), buen dibujante, como Cano, gusta de repetir con acierto el tema del Descendimiento que incorporó aquel procedente de Van Dyck. Los demás siguen el estilo de Cano, directa o indirectamente. Así ocurre con los hijos de Cieza, Juan, José y Vicente.
El mejor, José de Cieza (1652-92), destacó en los paisajes y perspectivas y llegó a ser pintor del rey, luciendo con los decorados para el Real Coliseo del Buen Retiro. Otros, como Juan de Salcedo y Miguel Pérez de Aibar, apenas destacan aislados. La mayor parte se relaciona con Juan de Sevilla, así Juan de Bustamante, Francisco Lendínez, Melchor de Guevara, Manuel Ruiz Caro de Torres, Jerónimo de Rueda, hijo de Esteban, y Francisco Gómez de Valencia, hijo de Felipe. El que se aparta, para unirse a lo murillesco, es Diego García Melgarejo.
El gran artista que reafirma esa estética de Cano en el siglo XVIII es José Risueño. A él se unen recibiendo su influencia Domingo Echevarría (Chavarito), Jacinto Molina y Mendoza y Benito Rodríguez Blanes. También los muralistas como Juan de Medina recuerdan a Cano. Lo canesco persiste, a través de Risueño, en todo el siglo. Así, en la segunda mitad lo vemos en Luis Sanz Jiménez que, con Juan Sánchez Sarabia, crea la academia para la enseñanza artística. Aún después, el arte canesco influye en Fernando Marín y hasta en su discípulo Francisco Jurado, que entra en el siglo XIX y todavía parece un barroco. Por persistencia, o por vuelta atrás, la pintura granadina del siglo XVIII es una supervivencia del estilo de Cano.